# American Horse
American Horse, nom donat pels nord-americans al cabdill d'ètnia sioux Wasechun-tashunka (1830-1876). Era fill del cap oglala Old Smoke. El 1866 participà en la massacre de Fetterman i en l'atac a Fort Phil Kearny. Acceptà el tractat de Fort Laramie, però el 1875 es va unir a Bou Assegut i Cavall Boig en la revolta contra els EUA. Participà en la batalla de Little Big Horn, però va morir en l'emboscada de Slim Buttes del capità Anson Mills.